# Provence (paquebot de 1951)
Pour les autres navires du même nom, voir Provence (navire).
Le Provence est un navire de croisière construit en 1951. Après avoir changé plusieurs fois de noms et d'armateurs, il est détruit en 2001 à Alang.

## Histoire
Le Provence est construit en 1951 au chantier Swan Hunter de Wallsend pour la Société générale des transports maritimes. Il est lancé le 15 août 1950 et mis en service le 30 mars 1951 entre Marseille et Buenos Aires. Le 18 février 1954, il entre en collision avec le pétrolier libérien Saxonsea à La Plata. Réparé à Buenos Aires, il est remis en service le 26 mars 1955.
En 1961, il est affrété par la compagnie Costa Croisières qui finit par l'acheter en 1965 et le fait rénover à Gênes avant de le remettre en service sous le nom d’Enrico C.. En 1987, il est renommé Enrico Costa, puis il est remotorisé et reconstruit à Gênes en 1989. En septembre 1992, il s'échoue sur un récif à Katákolo, mais est déséchoué peu de temps après et remis en service après réparations.
En décembre 1994, il est vendu à la compagnie Star Lauro qui le renomme Symphony.
En 1995, la société est renommée Mediterranean Shipping Co.. En avril 2000, il est vendu à la compagnie Golden Sun Cruises qui le renomme Aegean Spirit. En juin 2001, il est affrété par Festive Holidays qui le renomme Ocean Glory I. Le 2 juillet 2001, les passagers sont forcées de débarquer à Douvres lorsque la Maritime and Coastguard Agency remarque des anomalies sur le navire. Le contrat est rompu la semaine suivante et le navire est placé en détention. L’équipage n’est plus payé. En septembre 2001, le navire est vendu à la casse sous le nom de Classica. Il est échoué à Alang le 4 novembre 2001 et démantelé.

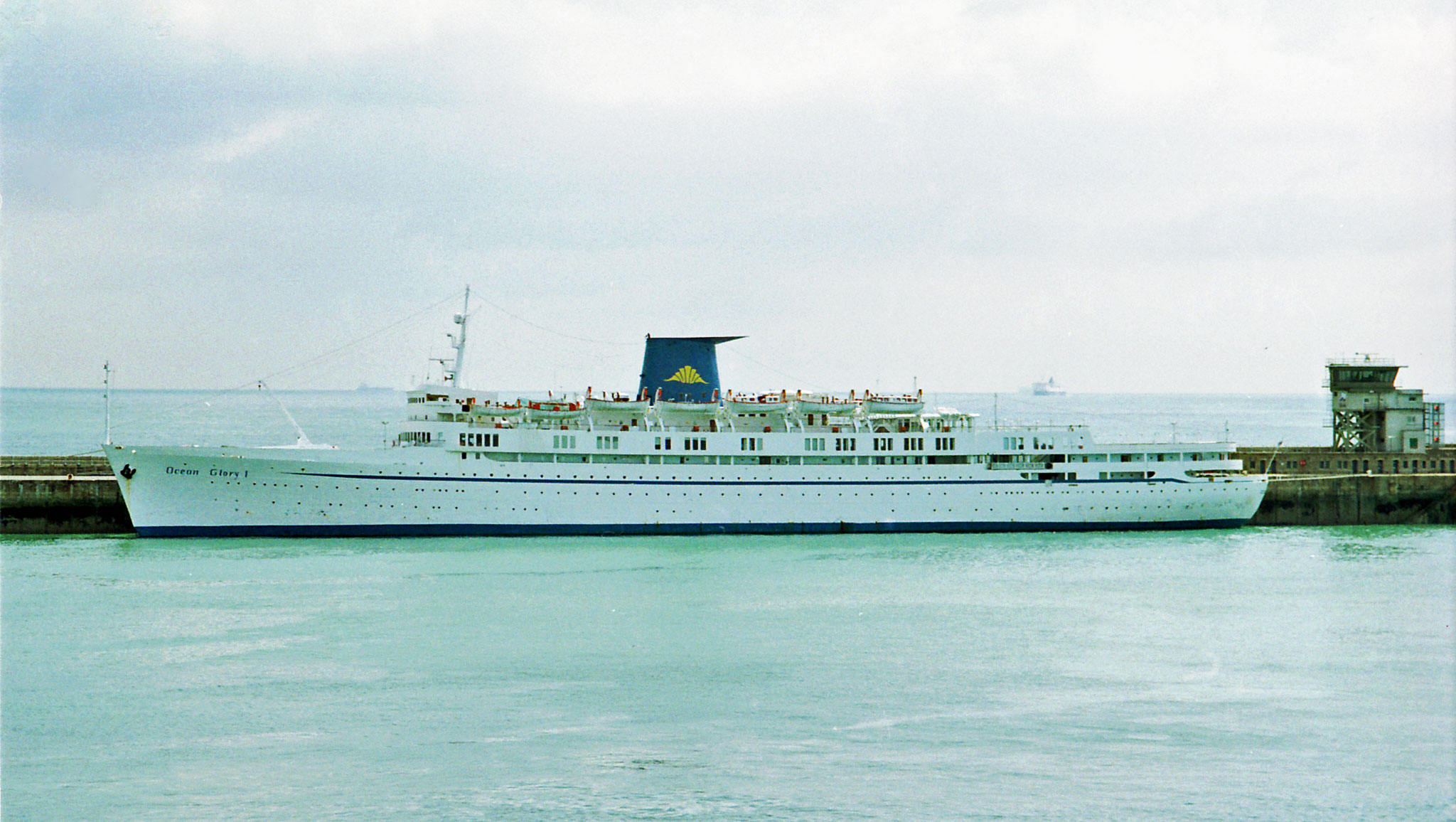
L’Ocean Glory I détenu à Douvres en août 2001.